# Antonio De Salvo (esperantista)
Antonio De Salvo (Roma, 8 giugno 1942 – Roma, 21 marzo 2021) è stato un magistrato, funzionario ed esperantista italiano, uno dei maggiori esponenti del movimento esperantista in Italia.

## Biografia
Nacque a Roma da genitori emigrati dalla Sicilia. Il padre era tipografo presso il ministero della Difesa-Marina; durante il periodo di occupazione nazista di Roma (1943-1944), incorporato nella Guardia palatina di Sua Santità, stampava clandestinamente in casa manifesti e giornali antinazisti.
Iniziò a lavorare sin da giovanissimo per potersi mantenere agli studi (tra l'altro diede lezioni di ripetizione ai suoi compagni già undicenne); saltò la quinta classe dando l'esame di quinta elementare già un anno prima, il che gli permetterà di diplomarsi al liceo classico a diciotto anni.

### Incontro ed apprendimento dell'esperanto
Nel 1955 ci fu a Bologna il congresso universale di esperanto, di cui lesse sulla Domenica del Corriere. Questo fu il suo primo contatto con la lingua ausiliaria internazionale, che non poté essere approfondito prima dell'anno successivo, quando sulla porta accanto a quella del suo compagno notò una targa con scritto Delegito de Universala Esperanto-Ligo (Delegato della Lega Universale di Esperanto); avendo suonato il campanello per chiedere informazioni, gli fu data una grammatica ed un dizionario grazie ai quali apprese da autodidatta. In seguito si esercitò ascoltando gli altri ed accompagnando esperantiste di passaggio a visitare la città. Nell'agosto del 1958 si presentò all'esame di secondo grado, ed ottenne direttamente un attestato di terzo grado (il massimo).
A 19 anni, decise di partecipare ad un campo di lavoro esperantista per la costruzione di un'autostrada vicino Niš (nella Macedonia, ex-Jugoslava), facendo l'autostop. Tuttavia a Nova Gradiška, in Slavonia ebbe un grave incidente stradale e fu trasportato al policlinico di Zagabria, dove ricevette numerose visite di esperantisti croati.

### Carriera professionale
Nel 1962 in seguito ad un concorso iniziò a lavorare come impiegato amministrativo nelle Ferrovie dello Stato, probabilmente il più giovane ferroviere d'Italia e nel 1968 sposò una collega. A causa del lavoro si laureò in diritto ed economia nel 1969. Diventò poi funzionario al Ministero della Pubblica Istruzione e al Ministero dei Trasporti. Appena trentaquattrenne, nel 1976 vinse un concorso divenendo giudice alla Corte dei Conti, prima a Venezia poi a Roma (1977-2011). Sempre nel 1976 prestò servizio anche al TAR della Toscana, e dal 1996 al 2013 fu anche giudice della Commissione tributaria regionale del Lazio; dal 2008 al 2013, anche giudice della Sezione di Roma della Commissione tributaria centrale.

### Movimento esperantista
Direttore dell'ufficio centrale dell'IKUE (Unione internazionale cattolica esperantista) e direttore responsabile della rivista Espero Katolika, collaborò alla traduzione e revisione del Messale cattolico ed i contatti con la Congregazione del culto divino, e per il riconoscimento presso il Consilio Pontificio ai laici, in quanto segretario della commissione liturgica a suo tempo nominata dalla Santa Sede per la traduzione in esperanto del Messale festivo.
Dal 1971 fu redattore per programmi in esperanto della RAI fino alla loro chiusura il 29 settembre 2007.
Nel 1973, Antonio De Salvo (che all'epoca prestava servizio presso il Ministero della Pubblica Istruzione) fu ricevuto assieme a Mario Dazzini (allora presidente della Federazione esperantista italiana) dall'allora ministro della pubblica istruzione Oscar Luigi Scalfaro, il quale si dichiarò pronto a favorire l'insegnamento dell'esperanto nelle scuole mediante ordinanza ministeriale.
Nel 1997, nel salone dei corazzieri del Quirinale, porse l'omaggio degli esperantisti cattolici, riuniti a congresso, al Presidente della Repubblica Oscar Luigi Scalfaro, simpatizzante degli ideali esperantisti (nel 1967, da Ministro dei trasporti, favorì l'inserimento dell'esperanto tra le lingue usate per le "Avvertenze" dell'orario ufficiale delle Ferrovie dello Stato; e nel 1973, da Ministro della pubblica istruzione, caldeggiò l'insegnamento facoltativo dell'esperanto nelle scuole).
Fu vicepresidente della FEI (Federazione esperantista italiana). Per più di 30 anni si occupò di redigere e digitalizzare il Dizionario enciclopedico Italiano-Esperanto (Enciklopedia vortaro itala-esperanto); ha collezionato (e parzialmente digitalizzato) decine di migliaia di proverbi in italiano e i suoi dialetti, possibilmente con traduzione in esperanto.
Collaborò alla traduzione in esperanto della Costituzione italiana.
Revisionò molte pubblicazioni in esperanto (tra le quali il Dizionario di Carlo Minnaja ed i Promessi sposi), e curò la raccolta in rete di testi in esperanto.
Fu anche scrittore filatelico, esperto in filatelia a soggetto esperanto, membro dell'Unione italiana stampa filatelica (USFI)
Dal febbraio 2017 curò la pubblicazione giornaliera di storie sull'esperanto nel blog Esperanto-Vivo, in italiano ed esperanto.